# Trigonální molekulová geometrie

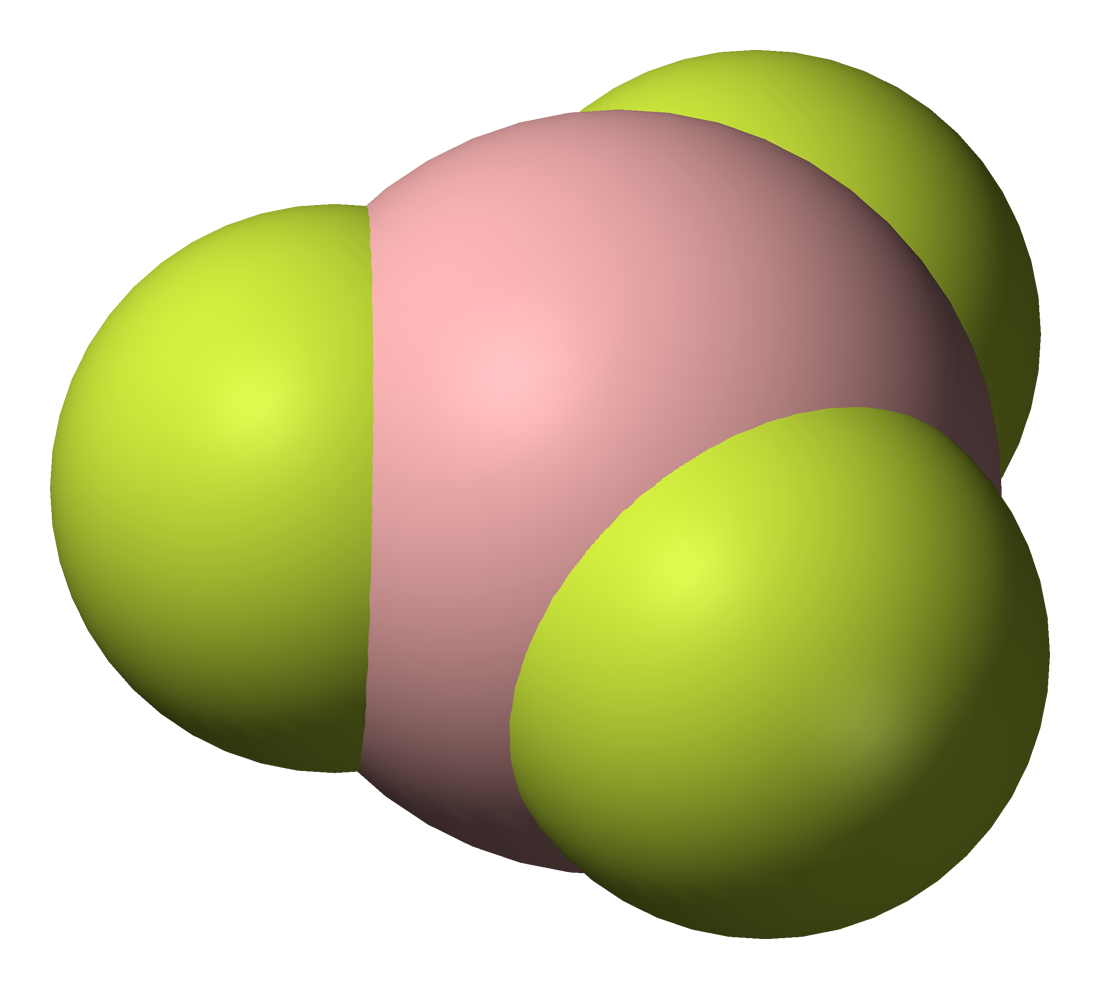
Struktura fluoridu boritého

Trigonálně rovinná molekulová geometrie je molekulová geometrie s jedním centrálním atomem a trojicí atomů vytvářejících kolem centra rovnostranný trojúhelník, přičemž středy všech atomů se nachází v jedné rovině.
V ideálním případě jsou všechny tři vnější atomy shodné a vazebné úhly stejně velké (120°); takovéto molekuly mají bodovou grupu D3h. Molekuly, u kterých nejsou všechny ligandy shodné, například H2CO, vykazují odchylky od této ideální geometrie. Trigonálně rovinnou geometrii mají například fluorid boritý (BF3), formaldehyd (H2CO), fosgen (COCl2), a oxid sírový (SO3). K iontům s trigonálně rovinnou geometrií patří mimo jiné dusičnan (NO −
3 ), uhličitan (CO 2−
3 ), a guanidinium (C(NH2) +
3 ). V organické chemii se uhlíková centra trigonálně rovinných molekul často popisují jako sp2-hybridizovaná.
Narušení pyramidální struktury aminů přes trigonálně rovinný přechodný stav se nazývá dusíková inverze.
Při pyramidalizaci je tento tvar narušen směrem k tetraedrické geometrii; tento jev lze pozorovat například u pyramidálních alkenů.